# Cristo no Deserto
Cristo no Deserto (em russo: Христос в пустыне; tr: Khristos v pustyne) é uma pintura do artista russo Ivan Kramskoi, refletindo a tentação de Cristo. Kramskoi começou a trabalhar no tema da tentação de Cristo na década de 1860. Em 1867, ele pintou a primeira versão da pintura, que não satisfez o artista, uma vez que não havia espaço na tela vertical para a representação do deserto. Kramskoi começou a versão final da obra em 1871, concluindo-a no outono russo de 1872.
Em dezembro de 1872, a pintura foi apresentada na 2ª exposição dos Itinerantes